# Anchirithra viettei
Anchirithra viettei is een vlinder uit de familie spinners (Lasiocampidae). De wetenschappelijke naam van deze soort is voor het eerst geldig gepubliceerd in 1970 door De Lajonquière.
De soort komt voor in tropisch Afrika.